# Tout pour la musique Canada
 (mai 2025).
Motif : Ce concert de musique m'apparaît plutôt régional et dans l'ensemble peu notoire. Il n'y a pas de sources pour les années de programmation citées (et pourquoi les autres années ne sont pas indiquées ?)
- Archive Wikiwix
- Bing
- Cairn
- DuckDuckGo
- E. Universalis
- Gallica
- Google
- G. Books
- G. News
- G. Scholar
- Persée
- Qwant
- (zh) Baidu
- (ru) Yandex
- (wd) trouver des œuvres sur Wikidata

| 1. | Préciser le motif de la pose du bandeau. | Précisez le motif de la pose du bandeau en utilisant la syntaxe suivante : {{admissibilité à vérifier\|date=mai 2025\|motif=remplacez ce texte par le motif}}                                    |
| 2. | Informer les utilisateurs concernés.     | Pensez à avertir le créateur de l'article, par exemple, en insérant le code ci-dessous sur sa page de discussion : {{subst:avertissement admissibilité à vérifier\|Tout pour la musique Canada}} |

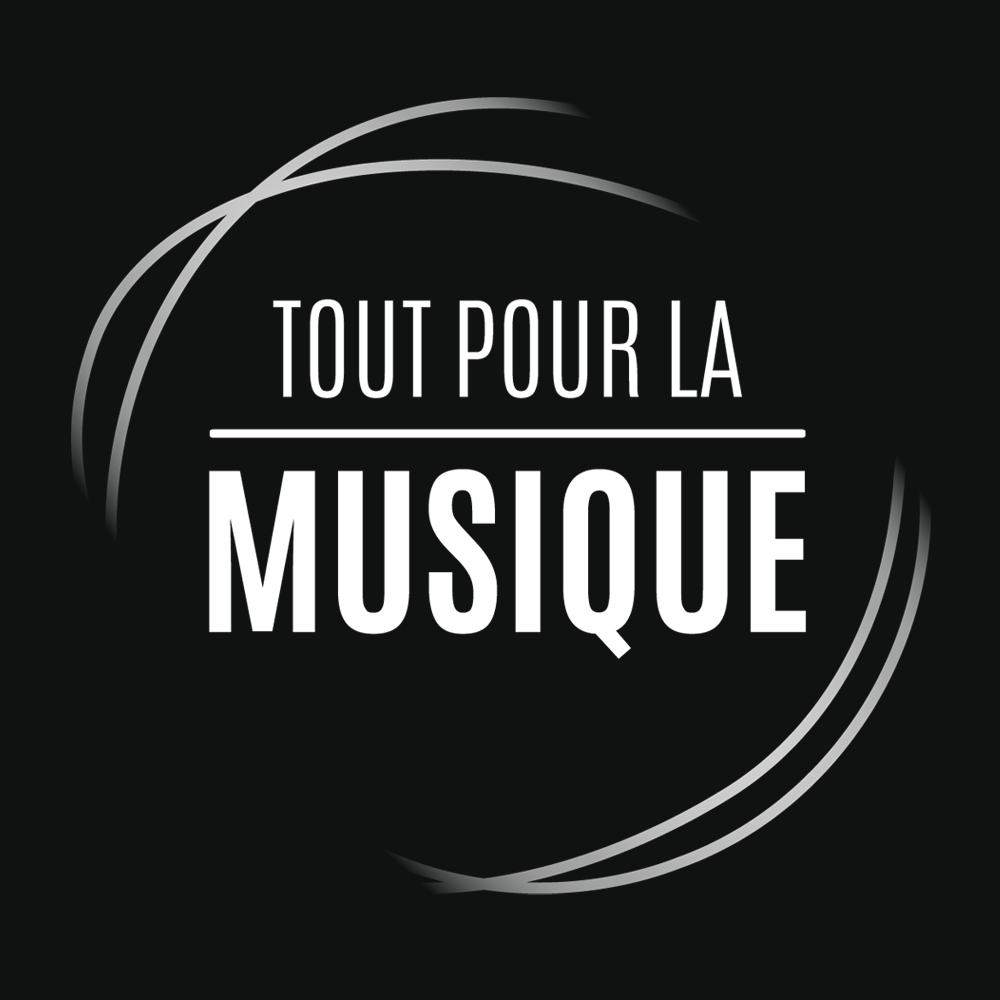
Tout pour la musique - logo

Tout pour la musique est un concert de musique franco-canadienne qui a lieu toutes les années depuis 2018 au mois de juin, à l'occasion de la fête de la Saint-Jean-Baptiste.
Le concert est diffusé sur les ondes d'une chaîne canadienne (Unis TV et Société Radio-Canada en 2018 - 2019 et TFO en 2020),,.
Les concerts ont lieu dans des villes canadiennes et rassemblent de nombreux artistes francophones. Les Productions Rivard sont les producteurs de l'événement. En 2019, La Fondation canadienne pour le dialogue des cultures se joint à l'équipe pour mener le projet.

## Programmation 2018 à 2020

### Programmation 2018
Annie Blanchard, Nicolas Pellerin et les Grands Hurleurs, Jonathan Painchaud, Lulu Hughes, Laurence Jalbert, Le R Premier, Kelly Bado, Étienne Fletcher, Aude Ray ; Animation : Mathieu Pichette.[réf. souhaitée]

### Programmation 2019
Corneille, David Marin, Les hôtesses d'Hilaire, Jérémie and the Delicious Hounds, Andrina Turenne, Caroline Savoie, Étienne Fletcher, Rayannah, Koriass, Les Hay Babies, Jacobus.[réf. souhaitée]

### Programmation 2020
Wesli, Caroline Savoie, Mehdi Cayenne, Florent Vollant, Geneviève Toupin (Chances), Michelle Campagne, Mélissa Ouimet, Damien Robitaille, Chloé Lacasse, Michel Rivard, Isabelle Boulay, Luc de Larochellière et Andréa Lindsay, Tire Le Coyote, Kelly Bado, Jocelyne Baribeau, Sophie Villeneuve, Yves Lécuyer, Danny Boudreau, Sirène et Matelot, Moonfruits, Annette Campagne, Étienne Fletcher, Karimah, Mamselle Ruiz, Dumas, Jill Barber, Pascale Goodrich-Black, Cristian De La Luna, Patricia Cano, Benjino, Lisa Leblanc, Jacques Surette, Mary Barry, Yao, Loïg Morin, Steph Paquette, Post Script.[réf. souhaitée]